# Kronike osvajača znakića
"Kronike osvajača znakića" (engl. "The Cutie Mark Chronicles") jest 23. epizoda iz prve sezone serije Moj mali poni: Prijateljstvo je čarolija. Epizodu je napisao M. A. Larson i režirao ju je Jayson Thiessen. Kao ostatak prve sezone, ova epizoda ima dvije hrvatske inačice, ali obje imaju isti naslov. Prva inačica emitirana je na 2. programu HTV-a 2014. godine i sinkronizirao ju je studio Novi Mediji. Druga je inačica emitirana na RTL Kockici 2017. godine i sinkronizirala ju je Livada Produkcija. Druga je inačica dostupna na RTL-ovom servisu za streaming RTL Play.
Epizoda prati Osvajačice znakića, tri ždrebice koje pokušavaju osvojiti znakiće. Nakon još jednog neuspješnog pokušaja, pokušavaju pitati Dugu Jurić kako je ona osvojila svoj znakić. Na putu do Duge, poslušaju priče njezinih prijateljica, i saznaju da su osvojili znakiće zbog Duginog zvučnog dugobraza.

## Radnja
Nakon neuspjeha u osvajanju znakića iz zip lininga, osvajačice znakića (Cvjetka (Michelle Creber), Skautalo (Madeleine Peters) i Bela (Claire Corlett)) odluče pitati Skakutalovog idola, Dugu Jurić (Ashleigh Ball), kako je ona dobila znakić. Na putu do Duge, osvajačice se zaustave kada vide da Ivka (Ashleigh Ball), Cvjetkina sestra, hvata zečeve koji su joj ukrali jabuke. Cvjetka odluči pitati sestru kako je ona dobila znakić. Ivka im ispriča priču o Velikoj Jabuci.
Kada je bila ždrebica, Ivka je napustila Ranč Slatka jabuka i pobjegla u metrpolitanski grad Veliku Jabuku da živi glamurozan život s tetom i tetkom Naranča. Dok je živjela u Velikoj Jabuci s tetom i tetkom, nije se mogla uklopiti s ponijima visokog društva, i hrana joj nije bila ni slična hrani s ranča. Jednog je jutra gledala nebo i mislila na baku i brata koje je ostavila na ranču. Dok je gledala nebo, prekrasna duga se pojavila nakon glasnog praska. Ivka je odlučila da ovaj glamurozan život nije za nju, i veselo se vratila na ranč s bakom i bratom. Kada se vratila, dobila je znakić s tri male jabuke.
Kasnije osvajačice vide Plahuljicu (Andrea Libman), i kada ih plahuljica pita zašto su u žurbi, objasne da pokušavaju saznati Duginu priču o znakiću. Kada to čuje, Plahuljica kaže da Dugi duguje znakić, i ispriča im svoju priču. Kad je bila mala, Plahuljica je živjela u Oblakovdolu, gradu na nebu, i let je išao loše, što je bilo jako sramotno za pegaza kao nju. Jednog dana su ju dva nasilnika počela zadirkivati, ali ih je Duga Jurić zaustavila, te ih izazvala na utrku. Plahuljica je stajala na malom oblaku kad je utrka započela, i zamahnula je zastavom da ju započne. Kad su Duga i nasilnici počeli letjeti, Plahuljica je pala s oblaka, ali su je uhvatili leptirići i odveli u šumu. Plahuljica, u pjesmi "So Many Wonders", objasni da nikad nije znala da čuda slična šumi uopće postoje. Dok je u šumi, čuje glasni prasak i pojavi se prekrasna duga. Nakon duge, odluči da će zauvijek oštati u čudesnoj šumi, i zbog ovoga dobije znakić koji izgleda kao tri ružičasta leptirića.
Nakon ovoga pokušaju pitati Ljubicu (Tabitha St. Germain), Belinu sestru, zna li ona o Duginom biljegu. Ljubicu ovo podsjeti na svoju priču o znakiću. Kad je bila mala, napravila je kostime za predstavu u školi, i učiteljica je rekla da su jako dobri. Ali za Ljubicu, dobri kostimi nisu dovoljno dobri, moraju biti fantastični. Dok šiva nove kositme, počne misliti da zapravo ne bi trebala biti modna dizajnerica. Kada to pomisli, njen rog počne svijetliti i odvuče ju do praznog kamenoloma. Ljubica ne zna zašto ju je rog doveo ovdje, ali se tad pojavi velika duga s glasnim praskom. Prasak duge slomi veliku stijenu pred kojom je Ljubica stajala, i unutar stijene pronađe dragulje. Ljubica je očarana draguljima, i napravi prekrasne haljine s draguljima koje zadive cijeli razred. Nakon što Ljubica shvati da je sjajna dizajnerica, i može čarolijom pronači dragulje, dobije biljeg koji izgleda kao tri dragulja.
Skakutalu se ne dopada Ljubičina priča jer samo želi čuti Duginu. Na putu do Duge susretnu Iskru Sumrak (Tara Strong), koja ispriča svoju priču. Kada je bila mala, Iskra je vidjela kako Princeza Celestia (Nicole Oliver) diže Sunce na proslavi ljetnog Sunca, i to ju je inspiriralo. Odlučila je vježbati magiju ostatak svog života. Roditelji su ju upisali u Celestijinu školu darovanih jednoroga. Ulazni ispit bio je otvaranje jajeta. Pod pritiskom, Iskra nije mogča baciti čar, i predala se. Dok je tužna, velika duga se pojavi s glasnim praskom. Prasak prepadne Iskru, i zbog njega mnogo čini izleti iz njenog roga. Zbog jedne čarolije otvori jaje iz kojeg se pojavi maleni zmaj Piko, koji bi kasnije postao Iskrin asistent. Celestia kaže da nikad nije vidjela ovako močnu ždrebicu, i dopusti joj da se upiše u školu. Nakon upisa, Iskra dobije znakić: bijela iskra magije s malim iskricama oko nje.
Nakon što poslušaju Iskru, pobjegnu da pronađu Dugu Jurić, ali ih ugleda Roza (Andrea Libman) i ispriča kako je ona dobila znakić. Kad je bila mala, živjela je na kamenoj farmi s obitelji. Svaki dan je bio dosadan, pun rada i bez zabave. Jednog dana, dok je radila, Roza je čula glasan prasak i ugledala prekrasnu dugu. Ovo ju je inspiriralo. Sljedećeg je dana nabavila razne ukrase i ispekla kolač, te pozvala svoju obitelj na zabavu. Rozina obitelj nije znala kako reagirati na zabavu, jer nikad nisu vidjeli nešto tako divno. Kada su postali svjesni onoga što vide, zabavljali su se s Rozom cijeli dan. Ova zabava je Rozoj stvorila znakić koji izgleda kao tri balona.
Kada Roza završi priču, osvajačice uđu u slastičarnicu gdje ih čekaju Duga i njene prijateljice. Duga napokon ispriča svoju priču. Tijekom trke o kojoj je pričala Plahuljica, Duga se trkala s nasilnicima, i išla je puno brže od njih. Tijekom uzbudljive utrke, letjela je brže nego ikad, i izvela veliki trik za koji je samo čula u legendama: Zvučni dugobraz, trik kojim pegaz slomi zvučni zid toliko brzo da stvori dugu. Kada završi s pričom, prijateljice kažu da ih taj "zvučni dugobraz" podsjeća na prasak i dugu koju su čuli i vidjeli kad su dobili znakiće. Tada shvate da su sve znakiće dobile zbog Duge Jurić. Zbog ovoga vjeruju da su prijateljice po sudbini, i zagrle se. Iskra pošalje pismo princezi Celestiji gdje objasni da čak i najmanja veza može dovesti do prijateljstva.

## Anketa Hubworlda
Prije premijere epizode, posjetitelji web-stranice Hubworld.com mogli su pogledati najavu i pogoditi kako je Duga Jurić osvojila znakić. Anketa ne bi imala efekta na radnju epizode. Opcije su bile:
- Zvučni dugobraz – Tijekom trke s nasilnicima, Duga leti toliko brzo da se probije kroz zvučni zid i izvede prvi ikad zvučni dugobraz.
- Rođena letačica – Duga Jurić impresionira Magične munje. Ne prihvate ju kao član tima, ali je Dugi dovoljno da je dobila biljeg i otkrila svoj istiniti talent.
- Grom u kamenu – Duga se sjeti legende groma iz kamena, i izvuče grom iz kamena. Kada ovo kaže prijateljima, nitko joj ne vjeruje, dok ne vide da je dobila biljeg koji izgleda kao grom.

## Razlike između prve i druge hrvatske inačice
- Druga hrvatska inačica ne koristi lokalizirana imena likova i mjesta, več koristi engleska imena, npr.
  - U prvoj hrvatskoj inačici je Ponyville "Ponigrad", ali u drugoj inačici ostaje Ponyville. U prvoj hrvatskoj inačici se Twilight Sparkle zove Iskra Sumrak, ali u drugoj inačici ostaje Twilight Sparkle.
- Neke lokalizacije u drugoj inačici su:
  - Zvučni dugobraz (engl. Sonic Rainboom) zove se "Sonična duga" u drugoj inačici.
  - Znakići (engl. Cutie Marks) zovu se "biljezi" u drugoj inačici.
  - Pjesma "Puno ljepote" (engl. So Many Wonders) zove se "Prepuno čuda" u drugoj inačici.
- Kao i sve ostale epizode u prvoj inačici, u "Kronikama osvajača znakića" se javljaju mnoge zvučne greške (preklapanje rečenica, prerano prekidanje rečenica, ponavljanje rečenica, glitchevi, itd.). Ove greške se ne javljaju u drugoj inačici.

## Pjesma
"So Many Wonders" je pjesma koju pjeva mlađa Plahuljica. Plahuljica ju počne pjevati kada ju hrpa leptirića uhvati nakon što padne s Oblakovdola. Očarana ljepotom tla, počne pjevati. Englesku inačicu pjesme pjeva Andrea Libman. Pjesmu su napravili Daniel Ingram i Steffan Andrews, i tekst je napisao M.A. Larson, epizodin scenarist. Pjesma traje samo 47 sekundi i napravljena je u C i D-duru. U prvoj hrvatskoj inačici zove se "(Mjesto) puno ljepote" i pjeva ju Andrea Baković. Druga hrvatska inačica zove se "(Mjesto) prepuno čuda" i pjeva ju Anabela Barić.

## Prijem
Emily VanDerWerff, u recenziji cijele serije za online časopis The A.V. Club, iskoristila je ovu epizodu kao primjer serijine ponavljajuće teme "male djece koji traže pomoć od, i emuliraju, adolescente, čak i kad tim adolescentima nije sve kako treba biti" i pokazivanja gledatelju "svoje nesigurnosti i probleme". Također je pohvalila epizodu zbog njezine "iznenađujuče komplicirane radnje (za dječju televiziju) u kojoj se sve vizije prošlosti povezuju i jačaju osjećaj sudbine". Sherilyn Connelly, u recenziji epizode za online časopis SF Weekly, smatrala je epizodu "jednom od najkompliciranijih, pažljivo konstruiranih priča u sezoni 1, radeći s onim što znamo o likovima i proširujući njihove prošlosti nastavljajući graditi svijet emisije". Connelly je također rekla da je bila "samouvjerena epizoda koja bi bila sjajna zadnja epizoda za sezonu".

## Objava na kućnim medijima
Epizoda je dio DVD-a cijele prve sezone, koji je Shout! Factory objavio 4. prosinca 2012. Također je dio DVD-a "Adventures of the Cutie Mark Crusaders", koji je bio objavljen 24. veljače 2015.

## Vanjske poveznice
- "Kronike osvajača znakića" u internetskoj bazi filmova IMDb-a